# چوی میگیونگ
چوی میگیونگ (انگلیسی: Choe Mi-gyong؛ زادهٔ ۱۷ ژانویهٔ ۱۹۹۱) بازیکن فوتبال اهل کره شمالی است.